# Làcios
Laci o Làcios (en grec antic: Δάκιος) és un personatge llegendari al qual els grecs atribuïen la fundació de Faselis (Lícia).
Era natural de Lindos, a l'illa de Rodes, igual que el seu germà Antifem. Tots dos varen rebre de l'oracle de Delfos l'ordre de dirigir-se l'un cap a llevant i l'altre cap a ponent, per fundar cadascú una ciutat. Antifem va fundar Gela, a Sicília, i Làcios la ciutat de Faselis, entre Lícia i Pamfília. Làcios va comprar el terreny necessari per a construir-hi la ciutat a Cilabres, un pastor de Lícia, i li va pagar amb peixos salats. Els habitants de Faselis van construir un santuari a Cilabres, i li oferien pesca salada.